# Параматма
Параматма (санскр. परमात्मा, paramātmā IAST, «наддуша») у філософії індуїзму — абсолютний атман, верховний дух, «наддуша»,  локалізований аспект Всевишнього Господа, повна експансія Крішни, що живе в серці кожної живої істоти. Параматма є однією з трьох іпостасей (сутностей) Абсолютної Істини: «Знаючі містики, пізнали Абсолютну Істину, називають цю недвоїсту субстанцію Брахманом, Параматмою або Бгаґаваном».
Божественна Сутність, Параматма, розташована в серцях усіх живих істот у всесвіті. У «Рігведі»  і Упанішадах атман (душу) і Параматму (наддушу) порівнюють з двома птахами, що сидять на одному дереві, яке символізує тіло. Атман зайнятий поїданням плодів (карми) дерева, в той час як Параматма тільки спостерігає за своїм другом, виступаючи свідком його діяльності. 
Параматма (санскр. परमात्मा pərəmaːtmaː) — це називний відмінок однини від санскритського терміна параматман (санскр. परमात्मन् pərəmaːtmən), що складається з двох слів, парам — «верховний» і «найвищий», і атман — «індивідуальна душа». 
Параматма трансцендентна до знання і неуцтва, і не має матеріальних атрибутів (упадхі). У «Бхагавад-гіті» вона описується як чотирирука форма Вішну, яка перебуває в серцях усіх живих істот і в кожному атомі матеріального всесвіту. Параматма при цьому виконує роль свідка діяльності живих істот (джива) і дає санкції на дії джива. При цьому Параматма періодично наставляє джива на шляху їхнього духовного розвитку.. Параматма відмінна від п'яти матеріальних елементів (махабхута), почуттів, розуму, прадхани і джива.
У філософії адвайта індивідуальні душі називають дживатман, а верховний брахман — параматман; після того, як дживатман повністю пізнає параматман, вони зливаються разом і дживатман припиняє своє індивідуальне існування. 
У сучасному індуїзмі слово «параматма» використовується стосовно до Бога нарівні з такими термінами, як Ішвара і Бхагаван. Слово «параматма» у монотеїстичних течіях індуїзму зазвичай вказує на безмежну, безтілесну, всепроникну та всюдисущу іпостась Бога і використовується в цьому контексті нарівні з такими термінами-епітетами, як Бхагаван.